# Nicolaus Georg Geve
Nicolaus Georg Geve, auch Claus Georg Geve (* 1712; † 21. Juni 1789 in Schleswig) war ein deutscher Maler.

## Leben
Über seine Herkunft ist wenig bekannt, sogar sein Geburtsort, der entweder in Hessen oder im Herzogtum Schleswig lag, ist unklar. Gesichert ist, dass er ein Schüler des königlich dänischen Hofmalers Johann Salomon Wahl in Kopenhagen war. Er unternahm zahlreiche Reisen durch Deutschland, Frankreich und Italien, um in Städten und an Höfen als Bildnismaler seinen Lebensunterhalt zu verdienen. In den 1740er Jahren war er in Lübeck, Schwerin und Hamburg tätig. 1756 bewarb er sich um die Ausmalung des Audienzsaals im Lübecker Rathaus; den Auftrag erhielt jedoch Stefano Torelli.

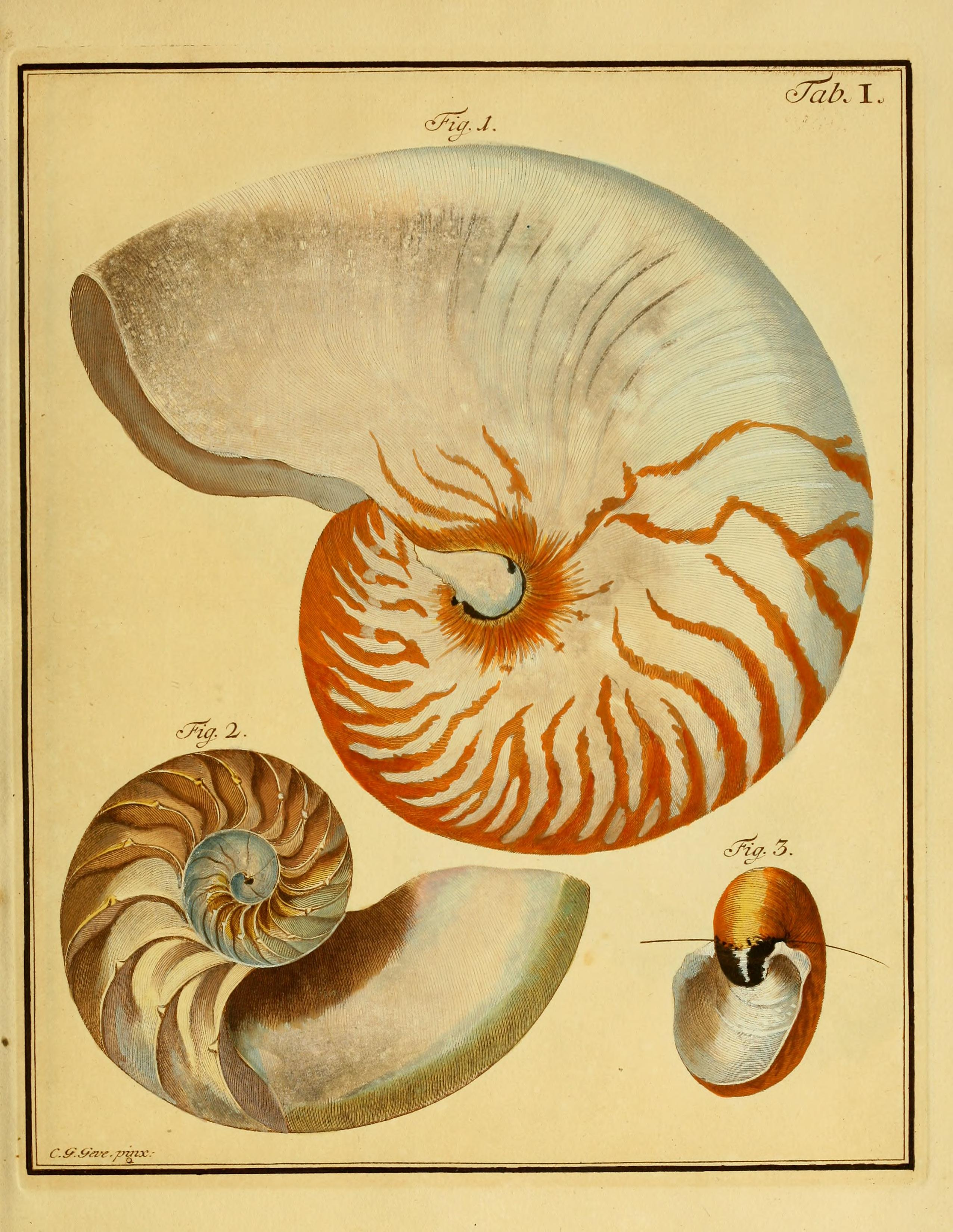
Belustigungen im Reiche der Natur, Tafel I

1755 begann er in Hamburg mit der Herausgabe des Tafelwerks Monatliche Belustigungen im Reiche der Natur. Es zeigt auf 33 Tafeln insgesamt 463 Conchylien in detaillierten aquarellierten Kupferstichen. Vollständig wurde das Werk erstmals 1790 aus seinem Nachlass durch den Hamburger Arzt und Naturforscher Johann Dominikus Schultze herausgegeben.
Ab 1765/66 hielt er sich in Schleswig auf und wurde dort 1770 endgültig sesshaft. Hier war er für den Statthalter Karl von Hessen-Kassel sowie als Zeichenlehrer an der Domschule Schleswig tätig. Mehrere seiner Porträts sind durch Stiche von Martin Bernigeroth und Christian Fritzsch überliefert.
1759 heiratete er in Kopenhagen Catharina Dorothea Zöllner, eine Tochter des Dekorationsmalers Johann Martin Zöllner, die Kammerzofe von Louise von Dänemark († 1756) gewesen war. Das Ehepaar starb ohne Nachkommen. Daher kam Geves bedeutende Sammlung alter Gemälde, Zeichnungen und Kupferstiche in Einzelstücken zur Auktion.

## Werke
- Bildnis des Hauptpastors Erdmann Neumeister, Hamburg, Hauptkirche Sankt Jacobi (Hamburg)
- Bildnis des Hauptpastors Heinrich Scharbau (1759),  Lübeck, St. Aegidien
- Brustbildnis von Johann Gottlob Carpzov (1747), Lübeck, ehemals über dem Zugang der Carpzovschen Grabkapelle in der Burgkirche, heute St.-Annen-Museum

(gestochen 1747 von Johann Martin Bernigeroth)
- Ganzfigurenbildnis von Johann Gottlob Carpzov (1756), Lübeck, St. Marien, zerstört beim Luftangriff auf Lübeck 1942

überliefert in Teilkopie von 1760 eines unbekannten Malers, als Dauerleihgabe des St.-Annen-Museums in der Stadtbibliothek Lübeck
- Brustbildnis des Herzogs Karl Leopold von Mecklenburg-Schwerin (?) (1747), Staatliches Museum Schwerin
- Ganzfigurenbildnis Hauptpastor Peter Cramer (1777), Schleswiger Dom

### Tafelwerk
- Nicolaus Georg Gevens Belustigung im Reiche der Natur. Erster Band aus den Papieren des Verstorbenen vollendet durch Johannes Dominicus Schultze mit 18 Kupfertafeln, Gebrüder Herold 1790, in deutscher und französischer Sprache (archive.org oder biodiversitylibrary.org).
- Nicolaus Georg Gevens Conchylien-Cabinet … systematisch nach der 13ten Gmelinschen Ausgabe des Linnéischen Systems. Herold und Wahlstab, Lüneburg 1830 (archive.org).